# A lápkirály lánya
A lápkirály lánya (eredeti cím: The Marsh King's Daughter) 2023-ban bemutatott amerikai filmthriller, amelyet Neil Burger rendezett, Karen Dionne azonos című regénye alapján. A főbb szerepekben Daisy Ridley, Ben Mendelsohn, Garrett Hedlund, Caren Pistorius, Brooklynn Prince és Gil Birmingham látható.
Amerikában 2023. november 3-án, míg Magyarországon 2023. november 2-án mutatták be a mozikban.

## Cselekmény
Két évvel Helena születése előtt a mocsár királya elrabolta az anyját, és a lány gyermekkorát fogságban töltötte. Most, hogy meg van győződve arról, hogy a király megpróbálja elvenni a lányát, Helena nekilát kicselezni azt a férfit, aki megtanított neki mindent, amit a vadonban való túlélésről tud.

## Szereplők
| Szerep              | Színész                     | Magyar hang           |
| ------------------- | --------------------------- | --------------------- |
| Helena              | Daisy Ridley                | Sallai Nóra           |
| Helena              | Brooklynn Prince (fiatalon) | Hegedűs Johanna       |
| Jacob               | Ben Mendelsohn              | Szabó Győző           |
| Clark Bekkum        | Gil Birmingham              | Gubányi György István |
| Beth                | Caren Pistorius             | Ligeti Kovács Judit   |
| Stephen             | Garrett Hedlund             | Hamvas Dániel         |
| Marigold            | Joey Carson                 | Pál Tamás             |
| Lorna Illing ügynök | Yanna McIntosh              | Sági Tímea            |

### Magyar változat
- Magyar szöveg: Zalatnay Márta
- Hangmérnök: Farkas László
- Vágó: Simkóné Varga Erzsébet
- Gyártásvezető: Cabello-Colini Borbála
- Szinkronrendező: Szalay Éva
- Produkciós vezető: Hagen Péter

A szinkront a Mafilm Audio Kft. készítette el.

## A film készítése
A filmet 2018 februárjában jelentették be, a forgatókönyvet Elle Smith és Mark L. Smith írja, rendezője  Morten Tyldum. Alicia Vikander kapta volna a  főszerepet, és ő lett volna a vezető producer is.
A forgatás 2019 július végén kezdődött volna, és őszig tartott volna, de 2021 februárjáig nem jelentettek be további fejleményeket, mivel Tyldum és Vikander már nem vett részt a filmben. Neil Burger lett a rendező, a főszerepet pedig Daisy Ridley kapta.  2021 májusában Ben Mendelsohn csatlakozott a stábhoz. 2021 júniusában Brooklynn Prince, Gil Birmingham, Caren Pistorius és Garrett Hedlund is csatlakozott a szereplőgárdájához.
A forgatás 2021. június 7-én kezdődött Ontarioban. A forgatás hivatalosan 2021. augusztus 6-án fejeződött be.